# Acomys spinosissimus
Acomys spinosissimus је врста глодара из породице мишева (Muridae).

## Распрострањење
Ареал врсте покрива средњи број држава. Врста је присутна у следећим државама: Замбија, Зимбабве, Јужноафричка Република, Танзанија, Мозамбик, Боцвана, Република Конго и Малави.

## Станиште
Станиште врсте су саване. Врста је по висини распрострањена до 1.800 метара надморске висине. 

## Угроженост
Ова врста је наведена као последња брига, јер има широко распрострањење и честа је врста.